# Lode Poels
Lode Poels (Merksplas, 24 de juliol de 1920) va ser un ciclista belga que fou professional entre 1942 i 1952. Durant la seva carrera aconseguí 6 victòries.

## Palmarès
- 1944
  - 1r a l'Anvers-Gant-Anvers
- 1946
  - 1r a Borsbeek
  - Vencedor d'una etapa a la Volta a Bèlgica
- 1947
  - 1r a Hoogstraten
- 1948
  - 1r a la París-Brussel·les
  - Vencedor d'una etapa a la Volta als Països Baixos